# Creep (låt av Radiohead)
"Creep" är det engelska rockbandet Radioheads debutsingel. Singeln släpptes 1992, och var även med på debutalbumet Pablo Honey (1993). Den nådde ingen större framgång när den först gavs ut, men blev en världshit när den återutgavs 1993.
Låten var också med på samlingsalbumet Radiohead: The Best Of (2008).